# A Hora e a Vez de Augusto Matraga (2011)
A Hora e a Vez de Augusto Matraga é um filme de drama brasileiro de 2015 dirigido por Vinícius Coimbra, a partir de um roteiro dele e Manuela Dias. O filme é baseado no conto de mesmo nome do livro Sagarana, de João Guimarães Rosa, que já havia sido adaptado décadas antes por Roberto Santos no filme de 1965. É protagonizado por João Miguel, Vanessa Gerbelli, Irandhir Santos, Chico Anysio, José Wilker e Werner Schünemann.
O filme estreou no Festival do Rio em 14 de outubro de 2011, onde se saiu como o grande vencedor da edição, e foi lançado no Brasil apenas em 24 de setembro de 2015. Apesar de não alcançar um sucesso comercial, o filme foi bem elogiado pelos críticos que, em geral, deram destaque à adaptação do texto e as atuações do elenco, o qual reúne nomes de peso do país. Ao todo, o filme gerou uma receita de R$ 34.440,19 em sua exibição nos cinemas e teve um orçamento estimado em R$ 4.074.045,00.
Por sua atuação no filme, João Miguel recebeu indicações a diversos prêmios. Ele foi premiado com Troféu Redentor de Melhor Ator no Festival do Rio, com o LABRFF de Melhor Ator, com o Prêmio APCA de Melhor Ator em Cinema e foi indicado pela Academia Brasileira de Cinema ao Grande Otelo de Melhor Ator. Chico Anysio venceu o Troféu Redentor de Melhor Ator Coadjuvante e o Grande Otelo de Melhor Ator Coadjuvante, postumamente, por seu desempenho no filme.

## Sinopse
Um fazendeiro valente e mulherengo, Augusto Matraga (João Miguel), está prestes a declarar falência. Em meio a crise, sua esposa Dionóra (Vanessa Gerbelli) toma a decisão de abandoná-lo, levando a filha do casal, após receber uma proposta de Ouvídio Moura (Werner Schünemann). Toda essa situação desperta a raiva de Augusto que o leva a ir até a casa de Ouvídio em busca de vingança. Chegando lá, ele é espancando pelos capangas do Major Consilva (Chico Anysio), que o marcam a ferro e o jogam em direção a um precipício. À beira da morte, Augusto é então encontrado por um casal que o resgata e cuida dele para que se recupere. Cincos anos se passam e ele deixa o local, agora totalmente diferente e temente a Deus.

## Elenco
- João Miguel como Augusto Matraga
- Vanessa Gerbelli como Dionóra
- Irandhir Santos como Quim
- Chico Anysio como Major Consilva
- Werner Schünemann como Ouvídio Moura
- José Wilker como Joãozinho Bem Bem
- Júlio Andrade como Flosino Capeta
- Ivan de Almeida como Serapião
- Teca Pereira como Quitéria
- José Dumont como Padre Zequiel
- Glicério do Rosário
- Gorete Milagres como Sariema
- Vinícius de Oliveira como Josias
- Melissa Isabelle como Mimita
- Rômulo Braga como Juruminho
- Evill Rebouças como Osório
- Antônio Petrin como Tio Ofeliano

## Produção
O filme é uma adaptação do conto homônimo escrito por Guimarães Rosa e publicado no livro Sagarana, sendo essa a segunda adaptação para cinema dessa história, a primeira foi em 1965. Este é o primeiro filme dirigido por Vinícius Coimbra, que antes havia apenas dirigido alguns episódios de seriados e novelas, como Insensato Coração. O filme é também o primeiro longa-metragem de ficção produzido pela empresa Prodigo Films.
As filmagens do filme ocorreram inteiramente no sertão de Minas Gerais. Para ambientar o cenário da história, alguns postes de iluminação foram retirados da rua para reconstituição. As filmagens foram rodadas em um período de cinco semanas e meia. À época das gravações, a atriz Vanessa Gerbelli era casada com o diretor do filme. O roteiro do filme é assinado por Vinícius Coimbra e Manuela Dias e à época do lançamento do filme no Festival do Rio eles já estavam casados.

## Principais prêmios e indicações
| Ano  | Prêmio/Festival                     | Categoria                                                     | Resultado |
| ---- | ----------------------------------- | ------------------------------------------------------------- | --------- |
| 2011 | Festival do Rio                     |                                                               |           |
| 2011 | Festival do Rio                     | Melhor Longa-metragem Ficção (Voto Popular)                   | Venceu    |
| 2011 | Festival do Rio                     | Melhor Longa-metragem Ficção (Voto Juri Oficial)              | Venceu    |
| 2011 | Festival do Rio                     | Melhor Ator coadjuvante para José Wilker                      | Venceu    |
| 2011 | Festival do Rio                     | Melhor Ator para João Miguel                                  | Venceu    |
| 2011 | Festival do Rio                     | Melhor Ator coadjuvante (Voto Juri Oficial) para Chico Anysio | Venceu    |
| 2012 | Los Angeles Brazilian Film Festival | Melhor Ator para João Miguel                                  | Venceu    |
| 2015 | Troféu APCA                         | Melhor Ator para João Miguel                                  | Venceu    |
| 2015 | Grande Prêmio do Cinema Brasileiro  | Melhor Ator para João Miguel                                  | Indicado  |
| 2015 | Grande Prêmio do Cinema Brasileiro  | Melhor Ator coadjuvante para Chico Anysio                     | Venceu    |
| 2015 | Grande Prêmio do Cinema Brasileiro  | Melhor Fotografia                                             | Indicado  |
| 2015 | Grande Prêmio do Cinema Brasileiro  | Melhor Roteiro Adaptado                                       | Indicado  |
| 2015 | Grande Prêmio do Cinema Brasileiro  | Melhor Figurino                                               | Indicado  |
| 2015 | Grande Prêmio do Cinema Brasileiro  | Melhor Maquiagem                                              | Indicado  |
| 2015 | Grande Prêmio do Cinema Brasileiro  | Melhor Som                                                    | Indicado  |
| 2015 | Grande Prêmio do Cinema Brasileiro  | Melhor Montagem                                               | Indicado  |